# (9314) 1988 DJ1
A (9314) 1988 DJ1 a Naprendszer kisbolygóövében található aszteroida. Yoshiaki Oshima fedezte fel 1988. február 19-én.